# Grossglocknerská vysokohorská silnice
Grossglocknerská vysokohorská silnice (německy Großglockner Hochalpenstraße) spojuje rakouské spolkové země Salcbursko a Korutany.

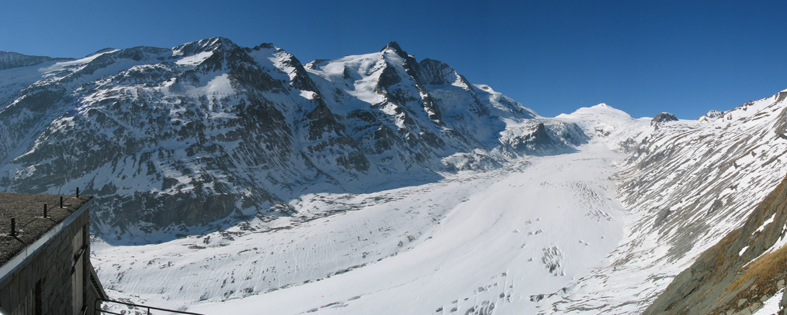
Ledovec Pasterze s Grossglocknerem

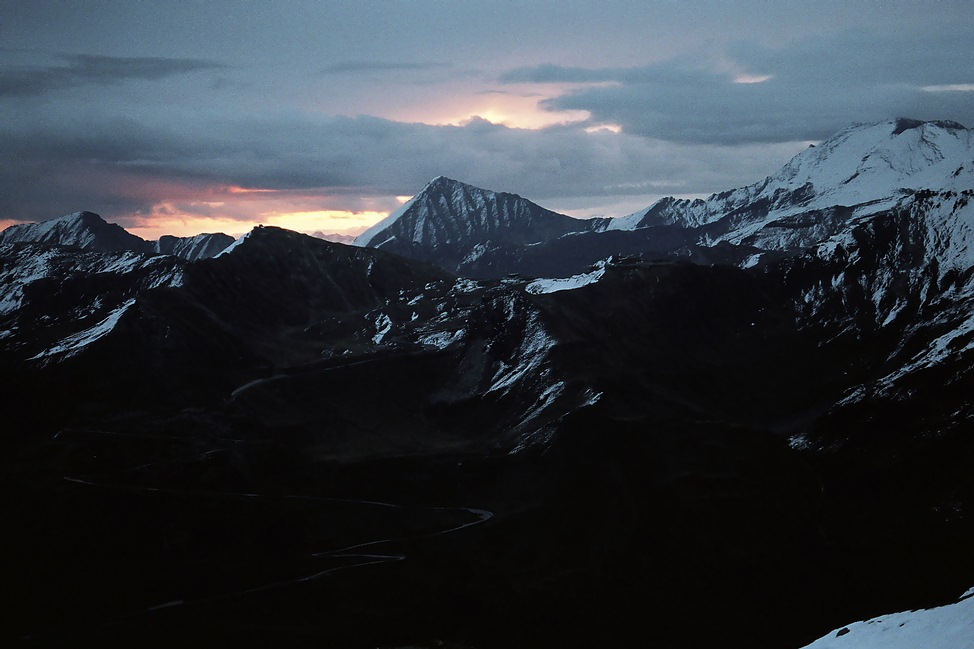
Masiv Sonnblick a kroutící se Hochalpenstrasse

Cesta vede z obce Bruck an der Großglocknerstraße v Salcbursku do Heiligenblutu am Großglockner v Korutanech. Od hlavního spojení odbočují další cesty, které vedou k různým vyhlídkám, jako například Edelweissspitze (2571 m n. m.) a Franz-Josefs-Höhe (2369 m n. m.) s pěkným výhledem na ledovec Pasterze a Grossglockner. Pro osobní automobily je však tato cesta zpoplatněna mýtem. Vede krajinou v centru Národního parku Vysoké Taury.

## Historie
První plán na vybudování cesty ve Vysokých Taurech přetínající hlavní hřeben Alp v blízkosti nejvyššího rakouského vrcholu předložil roku 1924 dvorní rada Ing. Franz Wallack. Samotná stavba byla zahájena 30. 8. 1930 na severní straně hřebene ve Ferleitenu. Takřka přesně za 5 let – 3. 8. 1935 – byla slavnostně otevřena. Uvědomíme-li si klimatické podmínky panující v tomto koutu Alp, byla stavba zvládnutá velmi rychle.
V některých úsecích sleduje průběh dávné horské cesty, která se užívala pro přechod Alp již v době Keltů a Římanů.

## Klimatické podmínky
Průměrná sněhová nadílka zde činí až 5 metrů, 100 dní v roce fouká bouřlivý vítr a v 250 dnech jsou hlášeny srážky. Průměrná roční teplota v nejvyšších partiích silnice je -3 °C, což odpovídá teplotním poměrům na Sibiři či v Grónsku.

## Statistika
Grossglockner Hochalpenstrasse je dlouhá 48 km (Ferleiten – Heiligenblut), najdeme na ní 26 číslovaných zatáček a překonává 1748 metrů převýšení. Největší stoupání dosahuje 12 %, na odbočce k Edelweissspitze dokonce 14 %. Tento vrchol je zároveň nejvyšším bodem cesty – 2571 m n. m. Z vrcholové plošiny přehlédneme najednou 37 vrcholů vyšších 3000 metrů a 19 ledovců. Druhá odbočka nás zavede přímo k ledovci Pasterze. Nejvyšší bod samotné cesty je vstupní portál do 2,3 km dlouhého tunelu Hochtor – 2505 m n. m. Nejnižším místem je Bruck – 755 m n. m. Za průjezd se platí mýto (2020: cyklisté mají vjezd zdarma, motorky 28 €, osobní automobily 38 €; průjezd tentýž den zpoplatněn není, lze tedy zpoplatněný prostor opustit a týž den se na něj vrátit). Na silnici je 12 zastávek, které nabízejí v různých kombinacích informace, občerstvení, toalety, tematická hřiště pro děti, možnost vycházky do okolí či nákupu suvenýrů. Číslovány jsou od severu k jihu.

## Otevírací doba
Silnice je otevřená denně od začátku května do začátku listopadu.
Od začátku května do 15. června od 6:00 do 20:00 hod.
Od 16. června do 15. září od 5:00 do 21:30 hod.
Od 16. září do 26. října od 6:00 do 19:30 hod.
Od 27. října do zimní uzavírky od 8:00 do 17:00 hod.
Vjezd na silnici je povolen nejpozději 45 minut před nočním uzavřením silnice.
V zimním období (začátek listopadu – konec dubna) je silnice uzavřena.